# Carl Ernst Kunze
Carl Ernst Kunze (* 23. Juli 1801 in Greiz; † 12. August 1869 in Zeulenroda) war ein deutscher Richter und Politiker.

## Leben
Kunze war der Sohn des Hofrats und Stadtvogts Carl Wilhelm Kunze in Zeulenroda und dessen Ehefrau Sophie Friederike geborene Gebler aus Greiz. Er war evangelisch-lutherischer Konfession und heiratete am 28. Juli 1836 in Lobenstein Bertha Franziska Humann (* 11. August 1803 in Lobenstein; † 20. Juli 1980 ebenda), die Tochter des Kaufmanns Friedrich August Humann in Lobenstein.
Kunze war von 1825 bis 1832 Aktuar am Amtsgericht Zeulenroda und von 1833 bis 1868 als Nachfolger seines Vaters Stadtrichter und Vorstand des fürstlichen Stadtvogteigerichts Zeulenroda mit dem Titel „Stadtvogt“. Die Amtsführung wurde mehrfach kritisiert und ihm „kriminelle und disziplinarische Unregelmäßigkeiten“ vorgeworfen. 1850 einigte sich Kunze mit der Stadt auf eine Rückzahlung von 2900 Talern an unterschlagenen Geldern. Zum 1. Januar 1868 trat er in den Ruhestand. Er war am Ende seines Lebens gelähmt und auf den Rollstuhl angewiesen und wurde als Misanthrop beschrieben. Er war fürstlich reuß-Plauenscher Hofrat.
Vom 27. August bis zum 21. Dezember 1849 war er Abgeordneter im Landtag Reuß jüngerer Linie. Er vertrat partikularistische Positionen.